# Pictures from Brueghel and Other Poems
Pictures from Brueghel and Other Poems – tomik wierszy amerykańskiego poety Williama Carlosa Williamsa, opublikowany w 1962. Był on ostatnim zbiorkiem autora, który wkrótce zmarł (4 marca 1963). Za tę właśnie książkę poeta pośmiertnie został uhonorowany Nagrody Pulitzera w dziedzinie poezji za rok 1963. Wiersze z tomiku są napisane strofą trójwersową. Źródłem inspiracji było malarstwo Pietera Bruegela (starszego).